# La Baronia de Rialb
La Baronia de Rialb är en kommun i provinsen Lleida i Katalonien i nordöstra Spanien. Den hade 279 invånare år 2009. 